# Petliakov Pe-3
 (juillet 2018).
Si vous disposez d'ouvrages ou d'articles de référence ou si vous connaissez des sites web de qualité traitant du thème abordé ici, merci de compléter l'article en donnant les références utiles à sa vérifiabilité et en les liant à la section « Notes et références ».
Le Petliakov Pe-3 est la version de chasseur de nuit à long rayon d'action du bombardier à grande vitesse Petliakov Pe-2 utilisé par l'Union des républiques socialistes soviétiques (URSS) pendant la Seconde Guerre mondiale.
Sa conception et son utilisation ont suivi un chemin comparable à ceux empruntés par la Luftwaffe allemande avec le Junkers Ju 88 et la Royal Air Force (RAF) britannique avec le de Havilland DH.98 Mosquito.
Les Soviétiques ont réalisé le besoin d'un chasseur de nuit après le premier bombardement nocturne de Moscou pendant l'opération Barbarossa.